# 253 a. C.
El año 253 a. C. fue un año del calendario romano prejuliano. En el Imperio romano se conocía como el año 501 ab urbe condita.

## Acontecimientos
- Consulados de Cneo Servilio Cepión y Cayo Sempronio Bleso en la Antigua Roma.[1]
- Primera guerra púnica. Una segunda flota de guerra romana de 150 buques naufraga en el viaje desde Lilibeo (en Sicilia) a Roma.